# Коскенниеми, Теодор
Теодор Коскенниеми (фин. Teodor Koskenniemi; 5 ноября 1887, Вихти — 15 марта 1965, Вихти) — финский бегун на средние и длинные дистанции, олимпийский чемпион.

## Биография
На Олимпийских играх 1920 года в Антверпене участвовал в беге по трем дисциплинам. В командном кроссе на 8000 метров вместе с Пааво Нурми и Хейкки Лийматайненом принес Финляндии золотые медали, в индивидуальном кроссе на 8000 метров пришёл шестым, а в финале забега на 5000 метров — четвёртым.